# ناجي الجويني
ناجي الجويني  (12 أوت 1949 -) هو حكم دولي تونسي سابق حكّم مباراة في كأس العالم لكرة القدم 1990 ومباراتين في كأس العالم لكرة القدم 1994. ويعمل الآن مديرا تنفيذيا للجنة الحكام في الاتحاد القطري لكرة القدم.

## النشأة والمسيرة
ولد ناجي الجويني في باجة وكان حكما دوليا من 1982 لغاية 1994. وحكّم خلال الفعاليات التالية:
- كأس العالم لكرة القدم للأقل من 16 سنة 1988 (مباراة واحدة)
- كأس الأمم الآسيوية لكرة القدم 1988 (مباراة واحدة)
- بطولة العالم للشباب لكرة القدم 1989 (ثلاث مبارايات)
- كأس الأمم الأفريقية لكرة القدم 1990 (اللقاء الترتيب حول المرتبة الثالثة)
- كأس العالم لكرة القدم 1990 (مباراة واحدة)
  - البرازيل - كوستاريكا (1 - 0)
- كأس الأمم الأفريقية لكرة القدم 1992 (مباراتان)
- كأس الأمم الآسيوية لكرة القدم 1992 (مباراتان)
- كأس العالم لكرة القدم 1994 (مباراتان)
  - رومانيا - سويسرا (1 - 4)
  - الأرجنتين - بلغاريا (0 - 2)

## وصلات خارجية
- ناجي الجويني على موقع Soccerway.com (الإنجليزية)

- ناجي الجويني في موقع حكام العالم

قالب:حكام كأس العالم 1994